# Limatola
Limatola är en ort och kommun i provinsen Benevento i regionen Kampanien i Italien. Kommunen hade 4 095 invånare (2017).